# ソマリランドの大学一覧
ソマリランドの大学一覧（ソマリランドのだいがくいちらん）は以下に示すとおりである。
- アドマス大学（英語版）
- ゴリス大学
- サナーグ科学技術大学
- ソマリランド工科大学（英語版）
- ハルゲイサ大学
- ブラオ大学（英語版）
- ホープ大学